# Megacyllene ebenina
Megacyllene ebenina es una especie de escarabajo longicornio del género Megacyllene, tribu Clytini, subfamilia Cerambycinae. Fue descrita científicamente por Monné y Napp en 2004.

## Descripción
Mide 15 milímetros de longitud.

## Distribución
Se distribuye por Brasil.